# 斯塔夫罗波尔
斯塔夫罗波尔（羅馬化：Stavropol）是俄罗斯斯塔夫罗波尔边疆区的首府。
建于1777年。城名是「十字之城」的意思，来自建城時士兵发现的石制十字架。1843年成为教区。

## 友好城市
下为斯塔夫罗波尔的友好城市：
- 美国 得梅因
- 法國 贝济耶
- 亞美尼亞 埃里温[3]
- 保加利亚 帕扎尔吉克
- 中国 镇江市（中國江蘇省）